# ABC (バンド)
ABC（エービーシー）は、イギリスのバンド。1980年代に一世を風靡したニューロマンティック・バンドのひとつ。

## 歴史
1980年、音楽ジャーナリストのマーティン・フライ（ボーカル）と、ヴァイス・ヴァーサというバンドが合体し結成。フライとマーク・ホワイト（ギター、キーボード）以外のメンバーは流動的である。
1980年代前半、イギリスのニューロマンティック系アーティストがMTVによるビジュアル効果を利用してアメリカのヒットチャートを席巻し、「第2次ブリティッシュ・インヴェイジョン」と呼ばれる一大ムーブメントを巻き起こした。ABCもその例に漏れず、ダンディかつきらびやかなジゴロ的イメージ戦略でブームに乗り、1982年に英米で「ルック・オブ・ラブ!! (The Look Of Love)」のシングル・ヒットを放った。この曲は日本でもディスコで連日流されるほどの大ヒットとなる。
ファースト・アルバム『ルック・オブ・ラヴ』からは、「涙まだまだ (Tears Are Not Enough)」（全英19位）「Poison Arrow」（全英6位）「ルック・オブ・ラブ!!」（全英4位）「我が心のすべてを (All Of My Heart)」（全英5位）と4曲ものビッグヒットを放ち、デビュー作がいきなり全英アルバムチャート1位となった。そのほか、収録曲の一つであった「Valentine's Day」が、ホンダが1982年発表したスクーター「リード」のCMソングに採用され、日本国内のみシングルカットされ発売されている。
1983年セカンド・アルバム『ビューティ・スタッブ』をリリース。ライブ感あふれるエネルギッシュな作品ではあったが、前作とはかけ離れたハードなロック路線に転向したためか、あるいは前作があまりにも売れすぎたためか、セールスは伸び悩んだ。同年、ドラマーのデヴィッド・パーマーがイエロー・マジック・オーケストラ（YMO）の散開ツアーにサポートメンバーとして参加するためABCを脱退。
その後、メンバーチェンジを行い1985年にサード・アルバム『ハウ・トゥ・ビー・ア・ジィリオネアー』をリリース。英国ではかつての勢いを取り戻すには至らなかったが、「ビー・ニア・ミー (Be Near Me)」（全米9位）や、メンバーがアニメキャラになったPV「How To Be A Millionaire」が話題になり、全米で人気を博す。

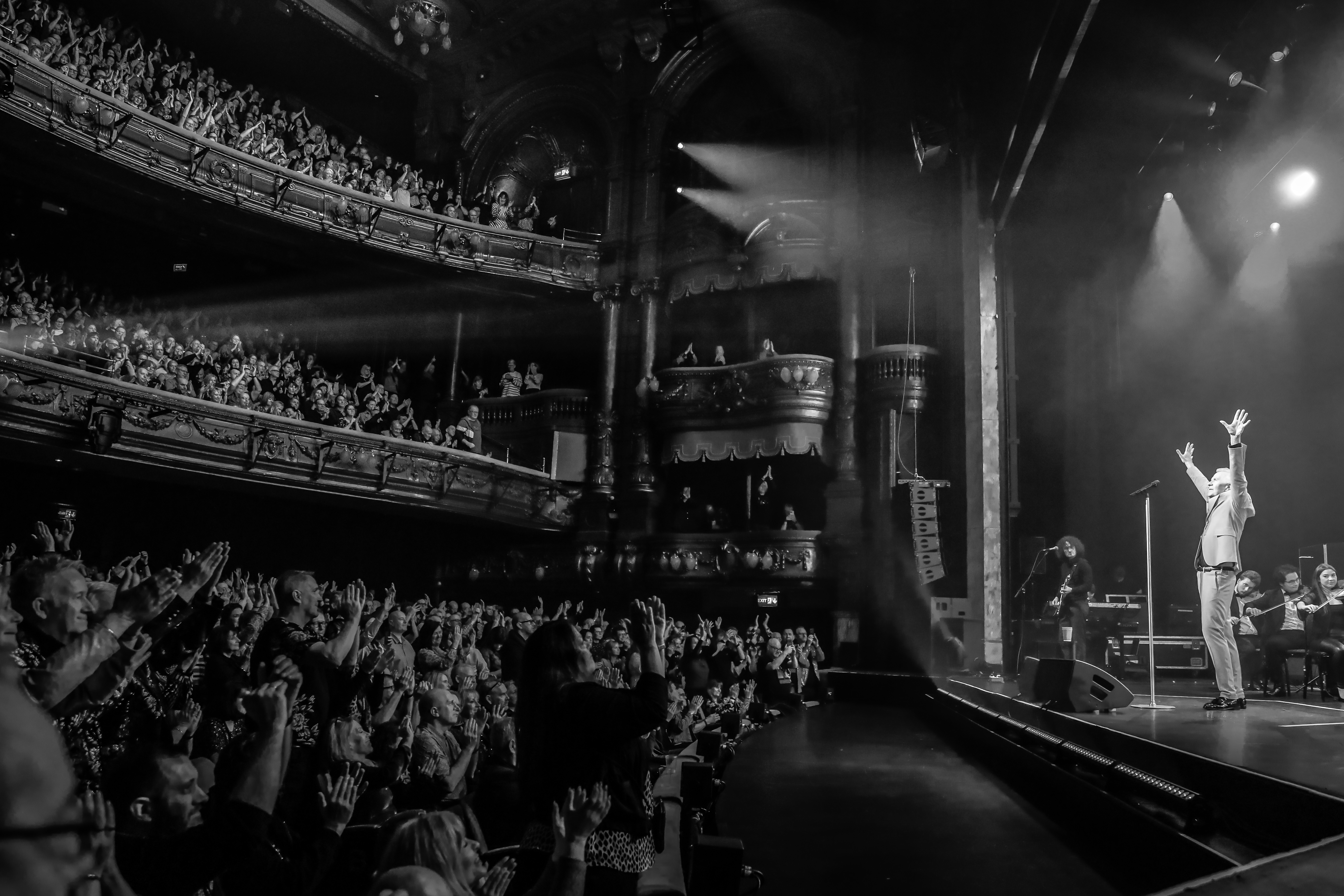
ABC

1987年、メンバーはマーティン・フライとマーク・ホワイトの2人となり、アルバム『アルファベット・シティ』をリリース。シングル「ホエン・スモーキー・シングス (When Smokey Sings)」が、全英11位/全米5位のビッグヒットとなった。
その後は1989年の『UP (アップ)』、1991年の『アブラカダブラ』とを2枚のアルバムをリリースするが、いずれも商業的には失敗に終わる。翌1992年にホワイトが音楽業を引退したため、ABC自体の活動も一旦停止した。

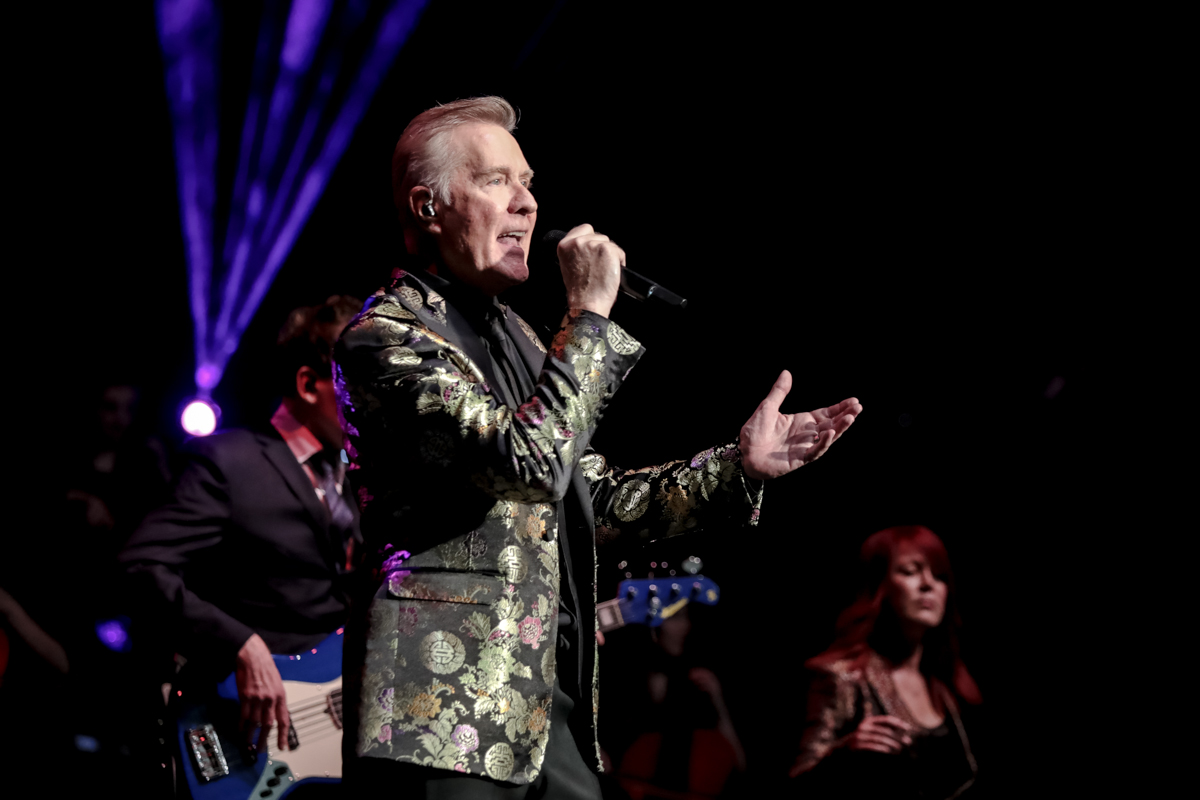
Martin Fry - The Lexicon Of Love オーケストラツアー 2023

1997年、長い沈黙を破り、マーティン・フライがABC名義で復活。アルバム『スカイスクレイピング』をリリース。
現在もセッション・メンバーを加えながらディナーショーや懐メロコンサートなどで音楽活動を続けている。
2004年、トレヴァー・ホーンのイベントに元ドラマー、デヴィッド・パーマーを迎えてライブに出演する。このライブの模様は『Produced by Trevor Horn』というDVDにも収録されている。
2008年、元ドラマー、デヴィッド・パーマーを迎えてアルバム『トラフィック』をリリース。
2016年、ファースト・アルバム『ルック・オブ・ラヴ (The Lexicon of Love)』の続編となるアルバム『The Lexicon of Love II』をリリース。

## ディスコグラフィ

### スタジオ・アルバム
- 『ルック・オブ・ラヴ』 - The Lexicon of Love (1982年) ※全英1位、全米（ビルボード誌）24位
- 『ビューティ・スタッブ』 - Beauty Stab (1983年) ※全英12位、全米69位
- 『ハウ・トゥ・ビー・ア・ジリオネアー』 - How to Be a...Zillionaire! (1985年) ※全英28位、全米30位
- 『アルファベット・シティ』 - Alphabet City (1987年) ※全英7位、全米48位（2002年末現在、本作が最後のチャートインアルバム）
- 『UP (アップ)』 - Up (1989年) ※全英58位
- 『アブラカダブラ』 - Abracadabra (1991年) ※全英50位
- 『スカイスクレイピング』 - Skyscraping (1997年)
- 『トラフィック』 - Traffic (2008年)
- The Lexicon of Love II (2016年) ※全英5位

### ライブ・アルバム
- The Lexicon of Live (1999年)